# Polyozosia
Polyozosia is een geslacht van korstmossen dat behoort tot de familie Lecanoraceae. Het geslacht is beschreven door Abramo Bartolommeo Massalongo en werd in 1855 gepubliceerd.

## Soorten
Volgens Index Fungorum telt het geslacht 44 soorten (peildatum december 2021):
| Soortnaam                                    | Auteur(s)                                                | Publicatiejaar |
| -------------------------------------------- | -------------------------------------------------------- | -------------- |
| Polyozosia actophila                         | (Wedd.) S.Y. Kondr., Lőkös & Farkas                      | 2020           |
| Polyozosia agardhiana                        | (Ach.) S.Y. Kondr., Lőkös & Farkas                       | 2020           |
| Polyozosia albescens (Kalkschotelkorst)      | (Hoffm.) S.Y. Kondr., Lőkös & Farkas                     | 2019           |
| Polyozosia altunica                          | (R. Mamut & A. Abbas) S.Y. Kondr., Lőkös & Farkas        | 2020           |
| Polyozosia andrewii                          | (B. de Lesd.) S.Y. Kondr., Lőkös & Farkas                | 2019           |
| Polyozosia antiqua (Kerkschotelkorst)        | (J.R. Laundon) S.Y. Kondr., Lőkös & Farkas               | 2020           |
| Polyozosia bandolensis                       | (B. de Lesd.) S.Y. Kondr., Lőkös & Farkas                | 2020           |
| Polyozosia behringii                         | (Nyl.) S.Y. Kondr., Lőkös & Farkas                       | 2020           |
| Polyozosia caesioalutacea                    | (H. Magn.) S.Y. Kondr., Lőkös & Farkas                   | 2020           |
| Polyozosia carlottiana                       | (C.J. Lewis & Śliwa) S.Y. Kondr., Lőkös & Farkas         | 2020           |
| Polyozosia congesta                          | (Clauzade & Vězda) S.Y. Kondr., Lőkös & Farkas           | 2020           |
| Polyozosia contractula                       | (Nyl.) S.Y. Kondr., Lőkös & Farkas                       | 2019           |
| Polyozosia dispersa (Verborgen schotelkorst) | (Pers.) S.Y. Kondr., Lőkös & Farkas                      | 2019           |
| Polyozosia eurycarpa                         | (Poelt, Leuckert & Cl. Roux) S.Y. Kondr., Lőkös & Farkas | 2020           |
| Polyozosia expectans                         | (Darb.) S.Y. Kondr., Lőkös & Farkas                      | 2020           |
| Polyozosia flowersiana                       | (H. Magn.) S.Y. Kondr., Lőkös & Farkas                   | 2020           |
| Polyozosia fugiens                           | (Nyl.) S.Y. Kondr., Lőkös & Farkas                       | 2020           |
| Polyozosia hagenii                           | (Ach.) S.Y. Kondr., Lőkös & Farkas                       | 2019           |
| Polyozosia invadens                          | (H. Magn.) S.Y. Kondr., Lőkös & Farkas                   | 2020           |
| Polyozosia juniperina                        | (Śliwa) S.Y. Kondr., Lőkös & Farkas                      | 2020           |
| Polyozosia latzelii                          | (Zahlbr.) S.Y. Kondr., Lőkös & Farkas                    | 2020           |
| Polyozosia liguriensis                       | (B. de Lesd.) S.Y. Kondr., Lőkös & Farkas                | 2020           |
| Polyozosia massei                            | (M. Bertrand & J.-Y. Monnat) S.Y. Kondr., Lőkös & Farkas | 2020           |
| Polyozosia mons-nivis                        | (Darb.) S.Y. Kondr., Lőkös & Farkas                      | 2020           |
| Polyozosia oyensis                           | (M. Bertrand & Cl. Roux) S.Y. Kondr., Lőkös & Farkas     | 2020           |
| Polyozosia percrenata                        | (H. Magn.) S.Y. Kondr., Lőkös & Farkas                   | 2020           |
| Polyozosia perpruinosa                       | Fröberg ex S.Y. Kondr., Lőkös & Farkas                   | 2019           |
| Polyozosia persimilis                        | (Th. Fr.) S.Y. Kondr., Lőkös & Farkas                    | 2020           |
| Polyozosia poeltiana                         | (Clauzade & Cl. Roux) S.Y. Kondr., Lőkös & Farkas        | 2020           |
| Polyozosia populicola                        | (DC.) S.Y. Kondr., Lőkös & Farkas                        | 2019           |
| Polyozosia prominens                         | (Clauzade & Vězda) S.Y. Kondr., Lőkös & Farkas           | 2020           |
| Polyozosia prophetae-eliae                   | (Sipman) S.Y. Kondr., Lőkös & Farkas                     | 2020           |
| Polyozosia pruinosa                          | (Chaub.) S.Y. Kondr., Lőkös & Farkas                     | 2019           |
| Polyozosia reuteri                           | (Schaer.) S.Y. Kondr., Lőkös & Farkas                    | 2019           |
| Polyozosia salina                            | (H. Magn.) S.Y. Kondr., Lőkös & Farkas                   | 2020           |
| Polyozosia sambuci                           | (Pers.) S.Y. Kondr., Lőkös & Farkas                      | 2019           |
| Polyozosia schofieldii                       | (Brodo) S.Y. Kondr., Lőkös & Farkas                      | 2020           |
| Polyozosia semipallida (Witrandschotelkorst) | (H. Magn.) S.Y. Kondr., Lőkös & Farkas                   | 2019           |
| Polyozosia straminea                         | (Ach.) S.Y. Kondr., Lőkös & Farkas                       | 2019           |
| Polyozosia sverdrupiana                      | (Øvstedal) S.Y. Kondr., Lőkös & Farkas                   | 2020           |
| Polyozosia thuleana                          | (Poelt) S.Y. Kondr., Lőkös & Farkas                      | 2019           |
| Polyozosia torrida                           | (Vain.) S.Y. Kondr., Lőkös & Farkas                      | 2020           |
| Polyozosia wetmorei                          | (Śliwa) S.Y. Kondr., Lőkös & Farkas                      | 2020           |
| Polyozosia zosterae                          | (Ach.) S.Y. Kondr., Lőkös & Farkas                       | 2020           |